# Rock and roll
Il rock and roll (letteralmente "dondola e rotola"), spesso scritto anche con la grafia rock 'n' roll o rock & roll, è un genere della popular music nato negli Stati Uniti d'America tra la fine degli anni quaranta e l'inizio degli anni cinquanta, originato dal blues, dal bluegrass, dal country, dall'R&B, dal jazz, dal gospel e, in misura minore, dal folk.
Anche se elementi di Rock 'n' Roll riecheggiano nelle registrazioni country del 1930 e nei dischi blues dal 1920, il genere acquisì il suo nome non prima del 1950.
Fra i precursori del Rock 'n' Roll vi sarebbe anche una danza dell'Africa occidentale, il rak.
Come scrisse Michael Ventura nel suo
importante saggio sulla musica rock,
"Hear that Long Snake Moan": "Il rito
voodoo della possessione da parte del
dio è diventato lo standard di
performance statunitense nel rock'n'roll.
Elvis Presley, Little Richard, Jerry Lee Lewis, James Brown, Janis Joplin, Tina Turner, Jim Morrison, Johnny Rotten,
Prince, Bo Diddley - essi si lasciarono possedere
non da alcun dio che potessero nominare
ma dallo spirito che sentivano nella
musica. Il loro comportamento in questo
stato di possessione era qualcosa che la
società occidentale non aveva mai
tollerato prima."
Una delle prime forme di Rock 'n' Roll fu il rockabilly, che unì country e jazz, con influenze di musica tradizionale folk degli Appalachi e di gospel. Nei primi anni in questa musica, il pianoforte ed il sassofono erano spesso gli strumenti principali, ma, nel corso degli anni, questi vennero progressivamente sostituiti da chitarre elettriche. Il ritmo è essenzialmente boogie-woogie, con un accentuato backbeat, quest'ultimo quasi sempre fornito da un rullante; la formazione classica di una band di Rock 'n' Roll comprende storicamente anche una voce (spesso anche con armonizzazioni vocali o cori), oltre che un basso e una batteria.
Il Rock 'n' Roll raggiunse una vasta popolarità nella seconda metà degli anni cinquanta, avendo un ampio impatto sociale. Bobby Gillespie scrive che «Quando Chuck Berry cantava "Hail, hail, rock and roll, deliver me from the days of old", questo era esattamente quello che la musica stava facendo. Chuck Berry e Bo Diddley furono i fautori di quella evasione globale psichica chiamata Rock 'n' Roll nonché i re di questa musica.» Ben oltre un semplice stile musicale, il Rock 'n' Roll, come si vede nei film e in televisione, ha influenzato stili di vita, moda, atteggiamenti e linguaggio, originando inoltre altri sottogeneri musicali. 
Attorno alla metà degli anni sessanta, il Rock 'n' Roll si evolse in quello stile più generico e internazionale chiamato "musica rock", sebbene abbia continuato a essere definito, spesso da parte della stampa statunitense, con il nome di Rock 'n' Roll. Il termine "rock and roll" assume quindi due significati: sia l'American Heritage Dictionary che il Webster's Dictionary lo definiscono come sinonimo di musica rock. Allwords.com, tuttavia, si riferisce con questo termine specificatamente alla musica degli anni 1950.

## Storia

### Precursori e origini
Le origini del Rock n' Roll sono state spesso oggetto di discussione per gli storici della musica. Vi è un consenso generale riguardo al fatto che nel sud degli Stati Uniti d'America, attraverso l'incontro delle diverse tradizioni musicali degli emigranti di origine africana ed europea, abbia contribuito nel processo di cambiamento culturale avvenuto anche nella musica. La migrazione di molti schiavi neri liberati dalle piantagioni e dei loro discendenti, provenienti da grandi centri urbani come Memphis, New York, Detroit, Chicago e Cleveland ha fatto sì che i residenti bianchi e neri vivessero nelle immediate vicinanze, condizione che si tradusse nell'emulazione delle rispettive tradizioni tra gli uni e gli altri, anche se i neri erano comunque privati ancora di alcuni diritti e costretti alla vita nei ghetti. Le stazioni radio che riproducevano sia le forme di musica bianca sia quella nera, mettendole a disposizione di altri gruppi, e lo sviluppo e la diffusione dei dischi in vinile e gli stili musicali come il jazz e lo swing aiutarono questo processo di "scontro culturale".
Le radici dell'origine del Rock 'n' Roll stanno nella cosiddetta "Race music" e nella musica hillbilly (più tardi chiamate rispettivamente rhythm and blues e country), tra gli anni quaranta e cinquanta. Particolarmente significative sono state le influenze jazz, blues, boogie woogie, country, folk e gospel. Gli studiosi differiscono nel loro punto di vista, riguardo a quali di queste forme sono state più importanti e come questa nuova musica modificò quella afroamericana.
Nel 1930, il jazz e in particolare lo swing furono i primi a presentare la musica afroamericana a un pubblico prevalentemente bianco. Il 1940 ha visto un maggiore ricorso alle trombe (compresi i sassofoni), a testi gridati e a boogie woogie. Durante e subito dopo la seconda guerra mondiale, con le carenze di carburante e le limitazioni sul pubblico e sul personale disponibile, le jazz-band di grandi dimensioni erano meno economiche e convenienti, quindi tendevano ad essere sostituite da piccoli gruppi, con chitarre, basso e batteria. Nello stesso periodo, in particolare sulla costa occidentale statunitense e nel Midwest, lo sviluppo di jump blues, con i suoi riff di chitarra ed i testi urlati, preannunciarono i molti sviluppi successivi. Allo stesso modo, il boogie ed il Chicago blues fornirono molti degli elementi che possono essere visti come caratteristiche del Rock 'n' Roll.
Il Rock 'n' Roll progredì ulteriormente, subito dopo lo sviluppo della chitarra elettrica, dell'amplificatore, del microfono e del 45 giri. Ci furono anche grandi cambiamenti in campo discografico, con l'ascesa di etichette indipendenti come Atlantic, Sun e Chess e un analogo aumento di stazioni radio. È stata la consapevolezza che adolescenti bianchi relativamente benestanti ascoltavano questa musica che ha portato allo sviluppo di quella che doveva definire il "rock and roll" come un genere distinto.

#### Origine del terminerock and roll
Rocking era un termine utilizzato dai cantanti gospel nel Sud degli USA per indicare qualcosa di simile all'estasi mistica. Alle Boswell Sisters è attribuito un primato: quello di aver usato per prime il termine rock and roll (il genere musicale ed il ballo sarebbero giunti solo diversi anni dopo). La locuzione è citata in una loro canzone del 1934 dal medesimo titolo Rock and Roll, appunto, e si riferisce al rolling rocking rhythm of the sea, il rumore del mare e delle onde che si infrangono sulla battigia. Il musicista blues Roy Brown la usò nel 1947 con un significato ironico nella sua canzone Good Rocking Tonight (rifatta l'anno dopo da Wynonie Harris in una versione ancora più scatenata), in cui la parola era apparentemente riferita al ballo, ma era in effetti una neanche tanto nascosta allusione al sesso. Questi doppi sensi non erano nuovi nella musica blues ma era la prima volta che si sentivano alla radio. La frase "rocking and rolling" era un'espressione secolare dei neri per indicare balli o sessi sin dal diciottesimo secolo. Dopo il successo di Good Rocking Tonight, altri cantanti di rhythm and blues hanno usato titoli simili durante la seconda metà degli anni quaranta, compresa una canzone intitolata proprio Rock and Roll, registrata da Wild Bill Moore nel 1949. Queste canzoni erano riservate a un pubblico afroamericano (race music era il nome che veniva usato nell'industria discografica) e non erano conosciute dal grande pubblico bianco. Nel 1951 il dj Alan Freed di Cleveland in Ohio su consiglio di Leo Mintz, sponsor del dj e negoziante di dischi che si accorse dell'effetto che questo nuovo rhythm and blues aveva tra i teenager, nel 1951 ideò e condusse un programma radiofonico che trasmetteva musica nera per il pubblico bianco: The Moon Dog House Rock 'n Roll Party, e generalmente si attribuisce al titolo di questo show l'origine dell'espressione rock and roll. Il termine, con le sue allusioni al ballo, al sesso e al suono della musica, fece breccia anche tra chi non ne coglieva tutti i significati.

### Prime registrazioni rock and roll
Si discute molto su quale sia la prima registrazione Rock 'n' Roll. Big Joe Turner è stato uno dei precursori e il suo singolo del 1939, Roll 'Em Pete, è molto vicino al Rock 'n' Roll degli anni cinquanta, così come lo è stata Sister Rosetta Tharpe, che ha ottenuto successi nelle classifiche pop nel 1938 con le sue canzoni gospel, come This Train e Rock Me, e nel 1940 con Strange Things Happenin' Every Day, Up Above My Head, e Down by the Riverside. Altri dischi significativi degli anni 1940 e dei primi anni 1950 furono Good Rocking Tonight di Roy Brown (1947), Move It On Over di Hank Williams (1947), Chicken Shack Boogie di Amos Milburn (1947), Rock the Joint di Jimmy Preston (1947), Boogie Woogie Dream di Albert Ammons, The Fat Man di Fats Domino (1949) e How High the Moon di Les Paul and Mary Ford (1951).

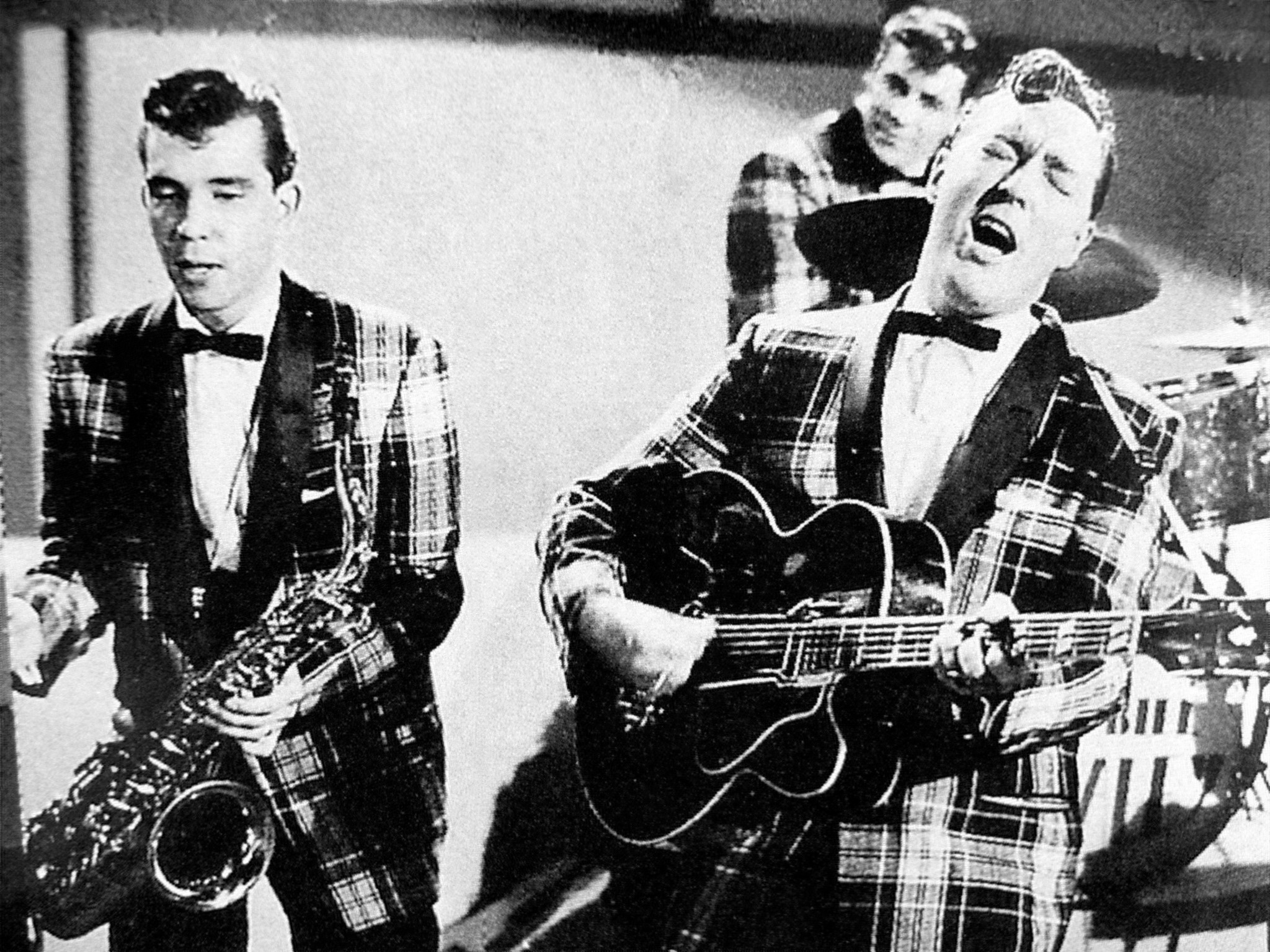
Bill Haley & His Comets in un'apparizione televisiva

Secondo lo storico della musica Peter Guralnick, la prima registrazione di Rock 'n' Roll fu Rocket 88, di Jackie Brenston and his Delta Cats, scritta dal diciannovenne Ike Turner e registrata da Sam Phillips per l'etichetta Sun Records nel 1951. Altre registrazioni dello stesso periodo si contendono il primato. Altri hanno considerato titoli di maggior successo presso il pubblico bianco, come Rock Around the Clock di Bill Haley and His Comets, Great Balls of Fire ma tutto cambiava con l'avvento di Bo Diddley/I'm a Man di Bo Diddley, o Maybellene e Roll Over Beethoven di Chuck Berry che rivoluzionarono per sempre la musica a venire con l'invenzione del rock nel 1955. La rivista Rolling Stone ha sostenuto nel 2004 erroneamente che That's All Right (Mama) di Elvis Presley (1954), il primo disco registrato dal cantante per la Sun Records di Memphis, è stato il primo brano Rock 'n' Roll ma, al tempo stesso, Shake, Rattle & Roll di Big Joe Turner, successivamente oggetto di cover da parte di Haley, era già nella Hot R&B/Hip-Hop Songs.
Significativi nel suono del Rock 'n' Roll furono anche Little Richard, Chuck Berry, Jerry Lee Lewis e Gene Vincent che con brani come Tutti Frutti, Long Tall Sally, Lucille, Great Balls of Fire, Whole Lotta Shakin' Goin' On e Be-Bop-A-Lula  hanno portato il Rock 'n' Roll alle sue massime espressioni di musica bianca e nera. Dai primi anni cinquanta, Little Richard combinò il gospel con l'R&B di New Orleans, Backbeat pesante e pianoforte martellante. La sua musica, esemplificata da canzoni come Tutti Frutti (1955), Long Tall Sally (1956) e Good Golly Miss Molly (1958), influenzò generazioni di artisti di rhythm and blues, rock e soul. Chuck Berry, con Maybellene (1955), Roll over Beethoven (1956), Rock and Roll Music (1957) e Johnny B. Goode (1958), e Bo Diddley grazie al suo ritmo con Chuck Berry sviluppò gli elementi principali che hanno reso il Rock 'n' Roll distintivo, concentrandosi sulla vita degli adolescenti e inserendo introduzioni di chitarra e pause di piombo che ebbero una grande influenza sulla musica rock successiva. Presto il Rock 'n' Roll divenne una grande forza nelle vendite discografiche americane e cantanti come Eddie Fisher, Perry Como e Patti Page, dominatori del decennio precedente della musica popolare, hanno trovato meno posto nelle classifiche pop.

#### Rockabilly

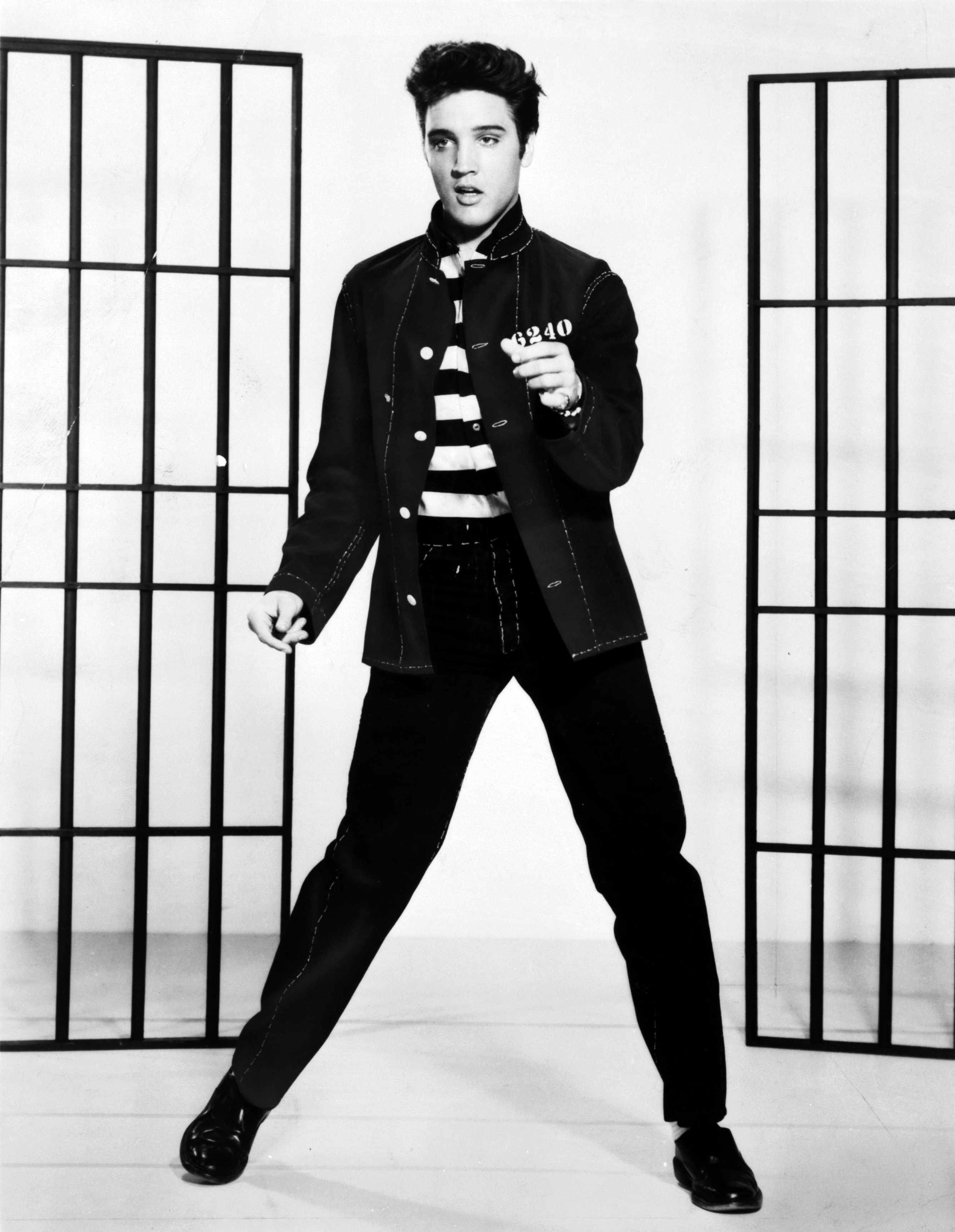
Elvis Presley

Rockabilly, in italiano "rockettaro" di solito si riferisce al tipo di Rock 'n' Roll suonato e registrato durante la metà degli anni cinquanta da cantanti bianchi come Elvis Presley, Carl Perkins e Jerry Lee Lewis. Ha origine dall'unione delle parole Rock 'n' Roll e Hillbilly; quest'ultimo termine, che può essere tradotto con "montanaro" (letteralmente "caprone di montagna"), veniva usato in origine per descrivere una primordiale forma di musica country molto popolare tra il pubblico bianco. Molti altri cantanti Rock 'n' Roll dell'epoca, come Fats Domino e Little Richard, si allontanarono dal ritmo della black music e dalla tradizione blues, rendendo la loro musica attraente per il pubblico bianco; generalmente questi non sono definiti come "rockabilly".
Nel luglio del 1954, Elvis Presley registrò That's All Right (Mama) negli Sun Studio di Memphis. Due mesi prima, a maggio, Bill Haley & His Comets registrarono Rock Around the Clock. Anche se fu solo un piccolo successo quando uscì, venne tuttavia usato nella sequenza di apertura de Il seme della violenza (Blackboard Jungle) l'anno successivo, imponendosi come un successo del movimento Rock 'n' Roll boom. La canzone divenne uno dei più grandi successi nella storia e i molti ragazzi accorsi per vedere Haley e il suo gruppo suonare causarono disordini in alcune città; Rock Around the Clock fu una svolta, sia per il gruppo, sia per la musica Rock 'n' Roll.
Nel 1956, il rockabilly venne reso popolare da successi come Folsom Prison Blues di Johnny Cash e Blue Suede Shoes di Perkins. Per alcuni anni fu commercialmente più famoso del Rock 'n' Roll. Successivamente il rockabilly, particolarmente con cantautori come Buddy Holly, e Eddie Cochran avrebbe avuto una grande influenza sulla British invasion e in particolare sulle canzoni d'autore dei Beatles.

#### Doo-wop
Il doo-wop fu una delle forme più popolari di Rock 'n' Roll degli anni cinquanta, caratterizzato da armonie vocali sincopate e cori utilizzati più come imitazione degli strumenti d'accompagnamento che come voci vere e proprie, e inoltre da testi senza senso (da cui il genere poi prende il nome). Le sue origini si possono individuare nei gruppi vocali afroamericani degli anni trenta e quaranta, come The Ink Spots e i Mills Brothers. Questi vennero seguiti da band r'n'b degli anni quaranta quali The Orioles, The Ravens, che iniettarono notevoli elementi di gospel tradizionale e del Jump blues. Nonostante l'esplosione degli album doo-wop alla fine degli anni cinquanta, molti dei maggiori artisti non entrarono in classifica; tra le eccezioni si possono annoverare The Platters, con canzoni come The Great Pretender (1955) e The Coasters con Yakety Yak (1958), entrambi considerati tra i musicisti Rock 'n' Roll di maggior successo. Verso la fine del decennio, si ebbe un numero crescente di cantanti bianchi, in particolare italo-americani, che ripresero il doo-wop, creando gruppi "bianchi" come The Mystics e Dion and the Belmonts o "misti" come The Del-Vikings e The Impalas.

### Declino
Gli studiosi hanno tradizionalmente percepito un calo del Rock 'n' Roll tra la fine dei cinquanta e i primi sessanta. Nel 1959, la morte di Buddy Holly, di The Big Bopper e di Ritchie Valens in un incidente aereo (The Day the Music Died), la partenza di Elvis Presley per l'esercito, il ritiro di Little Richard per diventare un predicatore, i processi a Jerry Lee Lewis e Chuck Berry, la morte di Eddie Cochran, nel 1960, per un incidente automobilistico, i problemi di droga di Johnny Cash e lo scoppio dello scandalo Payola (che ha coinvolto personaggi importanti, tra cui Alan Freed, in tangenti e corruzione nella promozione di eventi e canzoni), presagì che il Rock 'n' Roll fosse giunto al termine. Ci fu anche un'evoluzione di questo genere, descritta come la "femminilizzazione" del Rock 'n' Roll, con la classifica che cominciò ad essere dominata da ballate d'amore, spesso rivolte a un pubblico femminile, e con l'ascesa di gruppi di ragazze come The Shirelles e The Crystals.

## Rock and roll in Italia
Anche in Italia, nella seconda metà del decennio, si diffonde il Rock 'n' Roll: già nel 1956 il Quartetto Cetra incide in italiano una sua versione di Rock Around the Clock, con il testo scritto da Tata Giacobetti, intitolata L'orologio matto; i quattro incidono un altro Rock 'n' Roll nel 1959, Colombo rock, composto da Giacobetti e da Virgilio Savona.
I principali cantanti che sviluppano questo nuovo genere musicale nella penisola sono Adriano Celentano, Little Tony, Ghigo, Ricky Sanna, Johnny Baldini, Roby Milione, Giorgio Gaber (anche in coppia con Enzo Jannacci nei Due Corsari), Tony Renis, Silvano Silvi, Guidone, Clem Sacco (antesignano del rock demenziale), Peppino Di Capri (in alcune tra le sue prime incisioni), Ezio De Gradi che nel 1960 incide in italiano Rock'n'roll music di Chuck Berry ed Edoardo Bennato. Tra le donne, Mina, Jenny Luna, Brunetta, Angela, Fiorella Giacon, Babette e la napoletana Daina Mit; tra i complessi (che però alternano il Rock 'n' Roll con altri generi ballabili) i Ribelli, i Campioni, i Campanino, Torquato e i quattro.
Un ruolo importante nello sviluppo del rock in Italia è dato dai festival: il primo Festival del rock and roll, organizzato dal ballerino Bruno Dossena, si tiene il 18 maggio del 1957 al Palazzo del Ghiaccio di via Piranesi a Milano; ad esso seguono altre edizioni, tra cui quella del 1961 a Roma che si chiama 1º Festival del Rock And Roll (pur non essendo affatto la prima edizione) e che passerà alla storia come Il Festival dell'Urlo.

## Interpreti principali
- Chuck Berry
- Bo Diddley
- Little Richard
- Jerry Lee Lewis
- Elvis Presley
- Johnny Cash
- Gene Vincent
- Buddy Holly
- Carl Perkins
- Eddie Cochran